# 布丽塔·贝克尔
布丽塔·贝克尔（德語：Britta Becker，1973年5月11日—），德国女子曲棍球运动员。她曾代表德国参加1992年、1996年和2000年夏季奥林匹克运动会曲棍球比赛，其中1992年奥运会获得一枚银牌。